# Damkaeria falcifera
Damkaeria falcifera is een eenoogkreeftjessoort uit de familie van de Spinocalanidae. De wetenschappelijke naam van de soort is voor het eerst geldig gepubliceerd in 1983 door Fosshagen.